# أوريليو بيريرا
أوريليو دا سيلفا بيريرا (1 أكتوبر 1947 - 8 أبريل 2025)، هو لاعب ومُدرب كرة قدم برتغالي وهو مُكتشف كريستيانو رونالدو.

## حياته
بدأ حياته لاعباً في نادي سبورتينغ لشبونة ثم بنفيكا، وتحول إلى عالم التدريب بعدها، لكنه قام بإنشاء وإدارة قسم التوظيف والمواهب مع سبورتينغ لشبونة، في عام 1998، الأمر الذي جعله يقدم العديد من المواهب في البلاد إلى العالم.
اكتشف قائد منتخب البرتغال ونادي النصر السعودي كريستيانو رونالدو، بالإضافة إلى الأسطورة لويس فيغو، الذي لعب في عدد من الفرق الأوروبية الكبرى، أهمها ريال مدريد وبرشلونة الإسبانيان، كما قدّم إلى عالم الساحرة المستديرة النجمين البرتغاليين: باولو فوتري وريكاردو كواريسما، الأمر الذي يجعله أحد أبرز الكشافين في القارة الأوروبية.

## وفاته
تُوفي يوم 8 أبريل 2025 عن سبعةٍ وسبعين عاماً.